# Вишнёвое (Приазовский район)
Вишнёвое (укр. Вишневе) — село,
Приазовский поселковый совет,
Приазовский район,
Запорожская область,
Украина.
Код КОАТУУ — 2324555102. Население по переписи 2001 года составляло 114 человек.

## Географическое положение
Село Вишнёвое находится на расстоянии в 4,5 км от пгт Приазовское.
Рядом проходит автомобильная дорога М-14 (E 58).

## История
- 1929 год — дата основания хутора Альшин (Ольшин) №1.
- В 1945 г. переименован в Вишнёвый[2].